# Patrícia Kimberly
Pour les articles homonymes, voir Kimberly.
Patrícia Kimberly (née le 6 janvier 1984) est une prostituée, strip-teaseuse et actrice pornographique brésilienne.
Kimberly a commencé sa carrière de prostituée dans les boîtes de nuit de São Paulo à 18 ans. En 2005, elle a commencé à travailler dans des films pour adultes. Elle est fréquemment invitée à des talk-shows et des interviews pour parler en faveur de la prostitution et de l'industrie du cinéma pour adultes,.
En 2018, Kimberly a été lauréate du Carnaval de São Paulo en tant que muse de l'école de samba Acadêmicos do Tatuapé.
Marie Claire l'a qualifiée d '« influenceuse sexuelle » en raison de son grand nombre de followers sur les réseaux sociaux.